# مايكل رووي
مايكل رووي (بالإنجليزية: Michael Rowe)‏ ولد في (9 سبتمبر 1962 - ) و هو روائي من كندا.

## الجوائز
- جائزة لامدا الأدبية